# Roppongi Hills

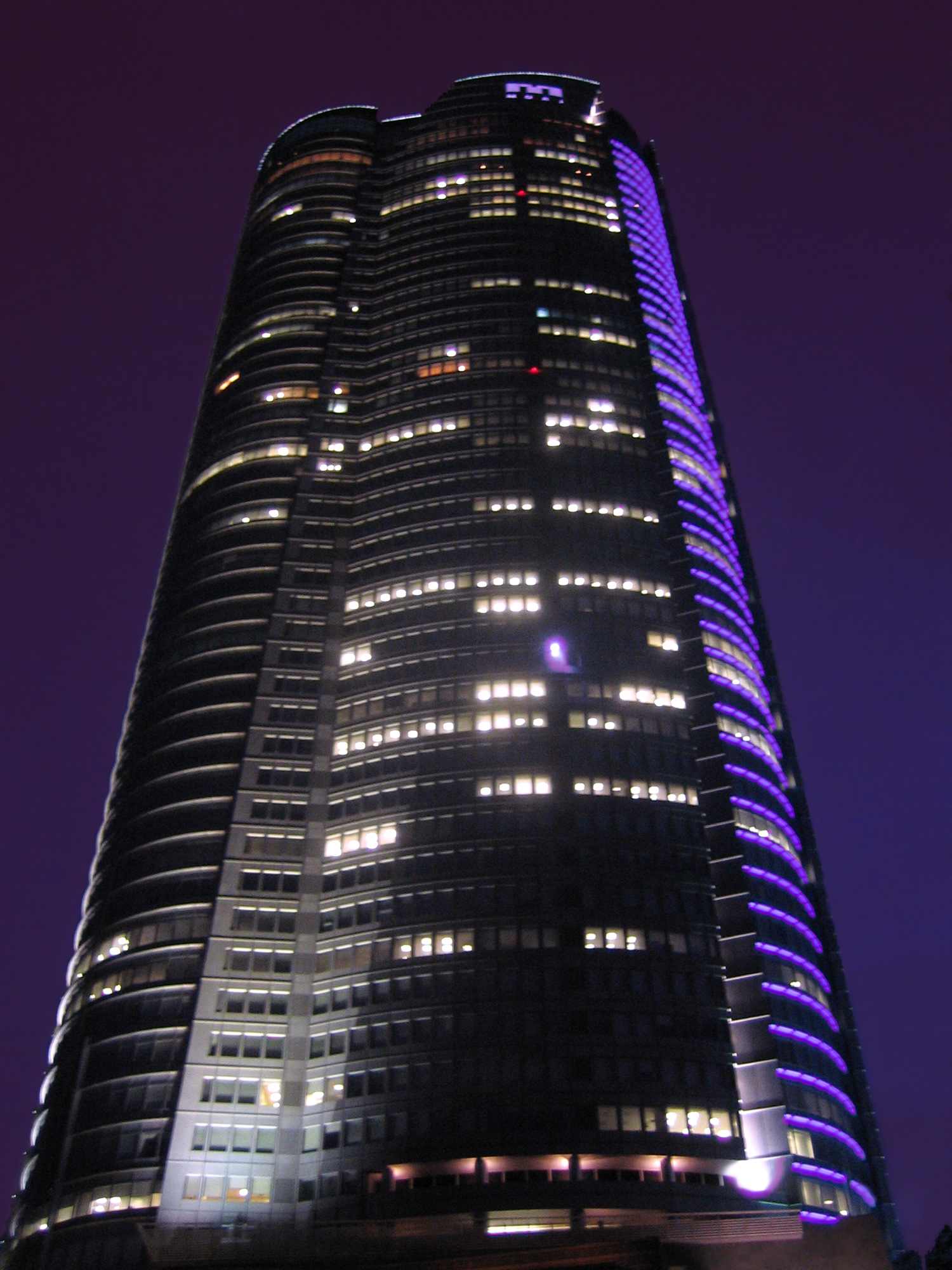
Mori Tower

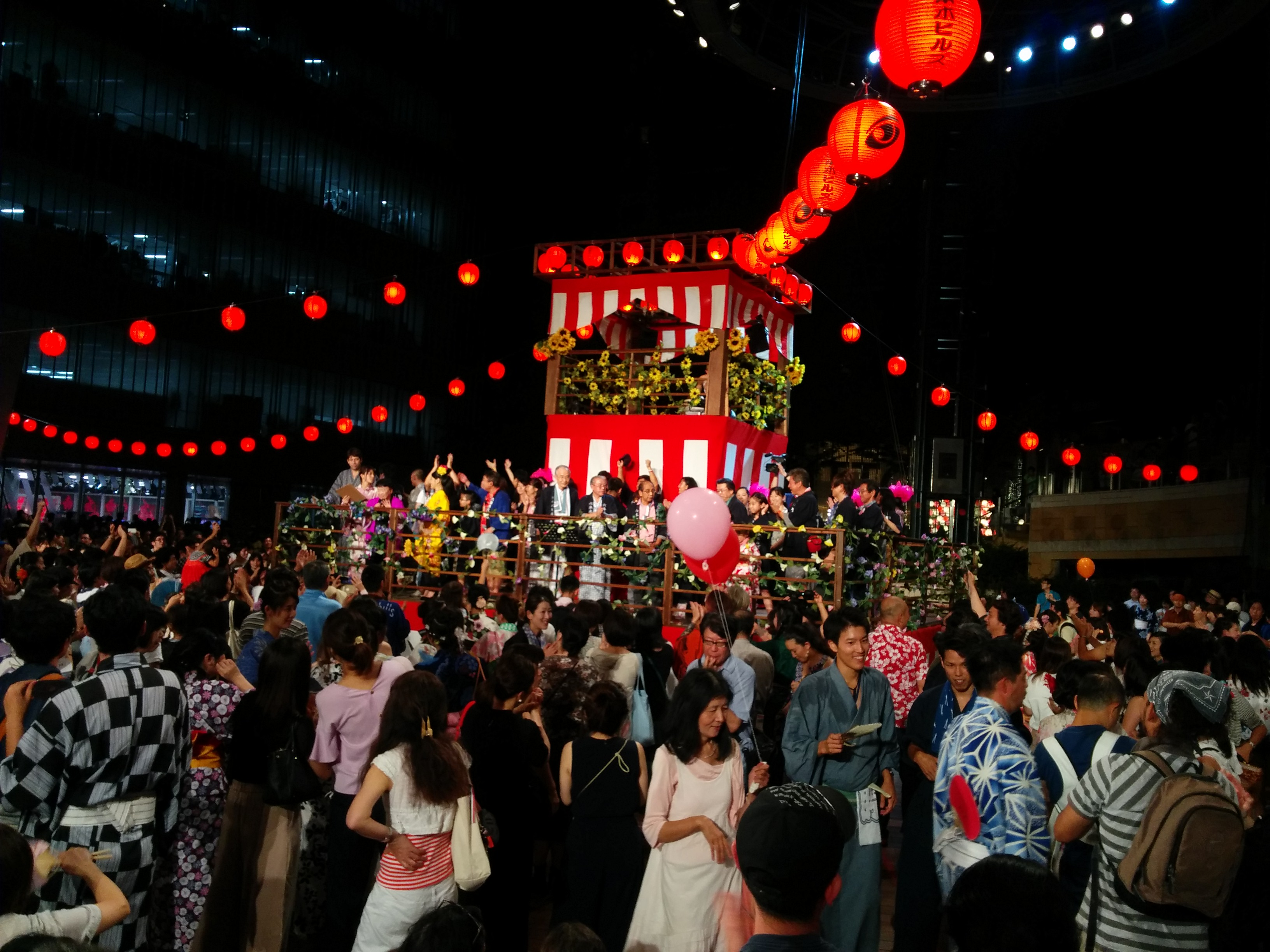
Bon Odori

Roppongi Hills é um complexo de prédios e áreas de lazer construído na área central de Tóquio pelo famoso construtor Minoru Mori.  O complexo inclui espaços de escritório, apartamentos, lojas, restaurantes, cafés, salas de cinema, um museu, um hotel, um importante estúdio de TV, um anfiteatro externo e alguns parques.  O prédio central é o arranha-céu Mori Tower (Edifício Mori), com 54 andares.
O complexo levou 17 anos para ficar pronto e foi aberto ao público em 23 de abril de 2003.
A visão de Mori para este empreendimento era criar um espaço integrado na área interna urbana que permitisse as pessoas morarem, trabalharem, divertirem-se e fazerem compras num local próximo de forma a diminuir o tempo gasto em transporte. Ele diz que este tipo de empreendimento pode aumentar o tempo de lazer das pessoas, a qualidade de vida e assim beneficiar a competitividade nacional japonesa.